# 遠山景村
遠山 景村(太郎右衛門)（とおやま かげむら)　建久6年（1195年） - 弘長元年（1261年））は、美濃国恵那郡の国人の苗木遠山氏の初代とされる人物。
鎌倉幕府の御家人で美濃遠山荘の地頭となった遠山氏初代の遠山景朝の長男として生まれた。
仁治2年（1241年）、長男であるにもかかわらず、本家の岩村遠山氏の当主を、弟の遠山景員(六郎)に譲り、恵那郡の木曽川以北を所領とするために、木曽川南岸の西山戸から北岸の那木に進出したとされる。
宝治5年（1247年）、弟の遠山景重(三郎兵衛)は遠山荘の手向郷(淡氣郷)に明知城を築城、明知遠山氏の初代となった。
後に景村の直系の子孫は絶えたものの、岩村遠山氏や飯羽間遠山氏から養子が入って存続し、苗木遠山氏は江戸時代には苗木藩1万石の大名となり、明治の廃藩置県まで恵那郡北部と加茂郡東部を統治した。